# Улица Каспара
Улица Ка́спара (латыш. Kaspara iela) — улица в Риге, в Видземском предместье, в микрорайоне Браса. Пересекается только с улицей Индрану.
Проезжая часть улицы фактически отсутствует. Улица представляет собой перекрёсток с улицей Индрану, ведущий в обоих направлениях на придомовые территории. Трасса улицы условно продолжается в северо-восточном направлении, вдоль территории Большого кладбища, до пересечения с улицей Силмачу и чуть далее, из чего складывается официальная длина улицы — 210 метров. В действительности же, эта условная часть улицы сливается с территорией кладбища и не имеет ни проезжей части, ни общедоступного проезда, ни каких-либо элементов благоустройства.
Название новоустроенной улице было присвоено в 1930 году. Переименований улицы не было.